# Onibaba

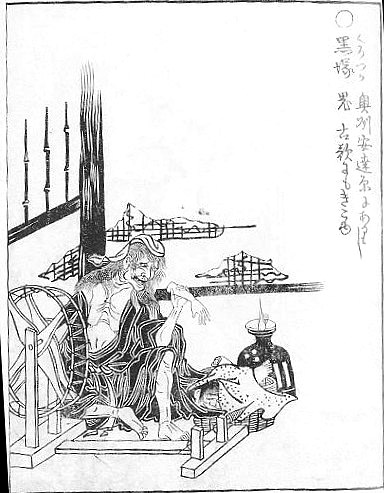
Onibaba de la Yakō Gazu Hyakki, 1781.

Onibaba (鬼婆 Demonio; literalmente demonio bruja?) es un Oni del folclore japonés que tiene la apariencia de una anciana, pero es un yōkai. Conocida también como la "Bruja demoníaca", "Vieja Bruja", "Mujer de la Montaña", "el Duende de Adachigahara" y "Kurozuka", la Onibaba tiene muchas historias detrás de su nombre.

## Características
La Onibaba tiene la apariencia de una anciana arrugada. Algunos de sus rasgos más distintivos incluyen tener una apariencia desaliñada, maníaca, el pelo de aspecto salvaje, y una boca de gran tamaño. Ella se representa a veces con un cuchillo de cocina o sentada con una rueca. A menudo oculta su apariencia demoníaca con el fin de infligir a los visitantes una falsa sensación de seguridad.
La mujer de la cual se originó la leyenda de la Onibaba se dice que vivió en una cueva o una casa pequeña en Adachi-ga-hara (安達が原 literalmente, el páramo de Adachi?) y murió cerca, en un lugar llamado Kurozuka (黒塚?). Hay un pequeño museo en Adachigahara que dice mantener sus restos, así como la olla y el cuchillo que usó con sus víctimas.